# 前田良三
前田 良三（まえだ りょうぞう、1955年 - ）は、日本のドイツ文学者。哲学博士（ボン大学）。立教大学名誉教授。

## 経歴
1979年東京大学文学部独文科卒業、1982年同大学院修士課程修了、東京大学文学部助手、1984年埼玉大学教養学部専任講師、1985年助教授、1993年一橋大学法学部助教授、1995年～2020年立教大学文学部教授。哲学博士（ボン大学）。2021年立教大学を定年、名誉教授。同年『ナチス絵画の謎――逆襲するアカデミズムと「大ドイツ美術展」』で吉田秀和賞受賞。

## 著書
- Mythen, Medien, Mediokritaten : zur Formation der Wissenschaftskultur der Germanistik in Japan. Fink, 2010.
- 『可視性をめぐる闘争 戦間期ドイツの美的文化批判とメディア』三元社 2013年
- 『ナチス絵画の謎――逆襲するアカデミズムと「大ドイツ美術展」』みすず書房 2021年

### 共著
- 『身につくドイツ文法』高木葉子共著 郁文堂 2003
- 『身につくドイツ語・初級』高木葉子共著 郁文堂 2006
- Schriftlichkeit und Bildlichkeit : visuelle Kulturen in Europa und Japan, 高橋輝暁、Wilhelm Vosskamp, Hrsg. W. Fink, 2007.
- 『纏う 表層の戯れの彼方に』大宮勘一郎・神尾達之・嶋田由紀・廣瀬浩司・柳橋大輔共著 水声社 2007

### 翻訳
- フリードリヒ・キットラー/シュテファン・バンツ『キットラー対話 ルフトブリュッケ広場』原克共訳 三元社 1999
- マンフレート・シュナイダー『時空のゲヴァルト 宗教改革からプロスポーツまでをメディアから読む』原克・高木葉子共訳 三元社 2001
- 『アドルノ文学ノート』三光長治・高木昌史・圓子修平・恒川隆男・竹峰義和・杉橋陽一・池田信雄共訳 みすず書房 2009
- 『トーマス・マン日記 1918-1921』森川俊夫・伊藤暢章・洲崎惠三共訳、紀伊國屋書店 2016

## 参考
- J-GLOBAL
- みずず書房　著者・訳者紹介
- 三元社　著訳者紹介